# Ксенофонт
Ксенофо́нт (др.-греч. Ξενοφῶν; около 430 до н. э. — не ранее 356 до н. э.) — древнегреческий писатель и историк афинского происхождения, полководец и политический деятель, главное сочинение которого — «Анабасис» — высоко ценилось античными риторами и оказало огромное влияние на греческую и римскую прозу.

## Биография
Ксенофонт родился в Афинах около 445 года до н. э. или же около 430 года до н. э., в состоятельной семье, возможно принадлежавшей к сословию всадников. Его детские и юношеские годы протекали в обстановке Пелопоннесской войны, что не помешало ему получить не только военное, но и широкое общее образование. С молодых лет сделался последователем Сократа.
Крушение могущества демократических Афин вследствие проигранной Спарте Пелопоннесской войны в 404 году до н. э. Ксенофонт пережил уже в сознательном возрасте, и во время последовавших затем политических событий он, видимо, поддерживал реакцию. Антидемократические настроения, вероятно, и заставили его покинуть родину в 401 году до н. э. и присоединиться в качестве частного лица к экспедиции Кира Младшего. После смерти Кира и вероломного убийства на переговорах греческих военачальников персами во главе с карийским сатрапом Тиссаферном Ксенофонт в числе шести вновь избранных стратегов руководил арьергардом при отступлении десяти тысяч греков через вражескую землю.

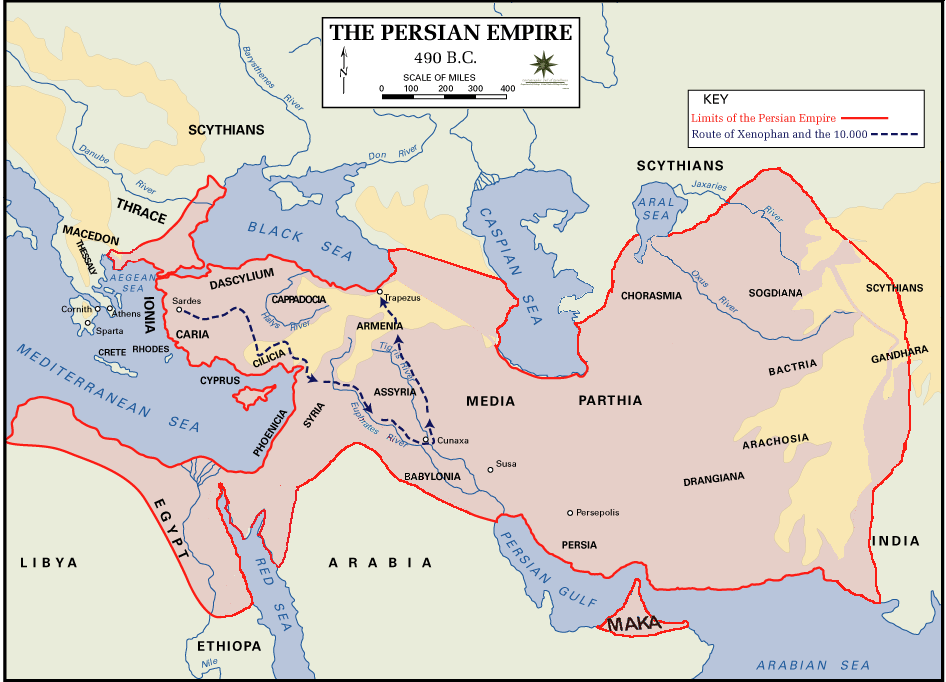
Маршрут отряда 10 тысяч, возглавляемых Ксенофонтом

Вместе с греческими наёмниками Ксенофонт проделал весь поход: наступление на Вавилон, злополучную для них битву при Кунаксе и отступление через Армению к Трапезунту и далее на Запад в Византий, Фракию и Пергам. В Пергаме Ксенофонт, который ещё в Месопотамии был избран одним из стратегов греческого войска, а впоследствии во Фракии фактически состоял его главнокомандующим, передал уцелевших солдат (около 5000 человек) в распоряжение Фиброна — спартанского военачальника, собиравшего войско для ведения войны с сатрапом Фарнабазом. Сам Ксенофонт вместе со спартанским царём Агесилаем II отправился в Грецию.
Осуждённый в Афинах за государственную измену как примкнувший к спартанцам, Ксенофонт подвергся конфискации имущества. Это определило его дальнейшую судьбу. В Малой Азии Ксенофонт сблизился со спартанским царём Агесилаем, вместе с ним переправился в Грецию и служил под его начальством, принимая участие в битвах и походах против врагов Спарты, в том числе и против союзников Афин. Был вознаграждён спартанцами, подарившими ему имение близ элидского города Скиллунта.
Там Ксенофонт жил в уединении, занимаясь литературными трудами, пока спокойствие его не было нарушено борьбою фиванцев со Спартой. После битвы при Левктрах он в 370 году до н. э. бежал из Скиллунта и с трудом спасся в Коринфе. Отсюда он снова вступил в сношения со своею родиной, тогда соединившейся с лакедемонянами против Фив. Приговор о его изгнании был отменён, но вскоре Ксенофонт умер.

## Мировоззрение Ксенофонта

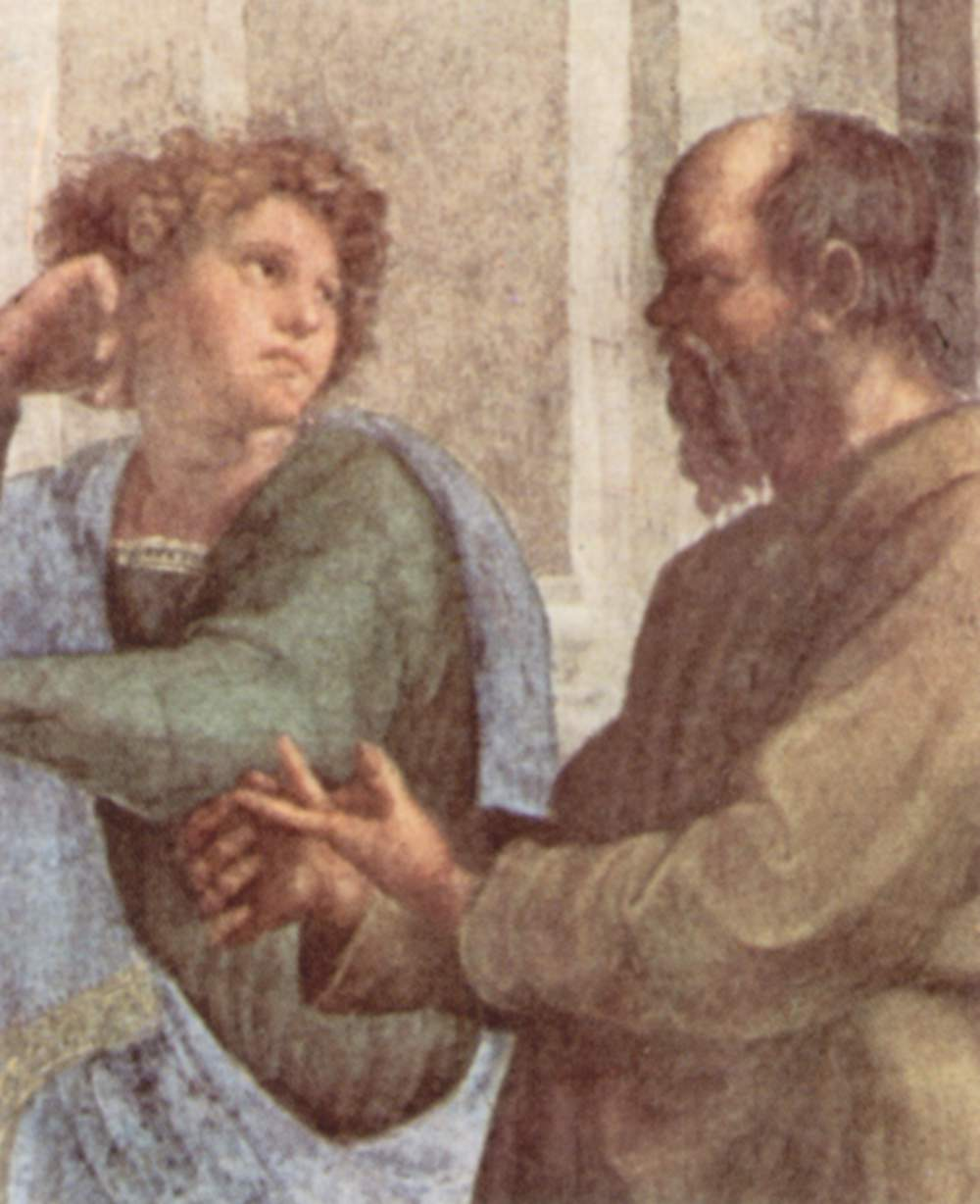
Сократ и молодой Ксенофонт (деталь фрески Рафаэля «Афинская школа» в Ватикане)

Философские идеи того времени, в том числе и учение Сократа, оказали на него лишь небольшое влияние. Это особенно ярко сказалось в его религиозных взглядах, для которых характерна вера в непосредственное вмешательство богов в людские дела, вера во всевозможные знамения, посредством которых боги сообщают смертным свою волю. Этические взгляды Ксенофонта не возвышаются над прописной моралью, а политические его симпатии всецело на стороне спартанского аристократического государственного устройства.

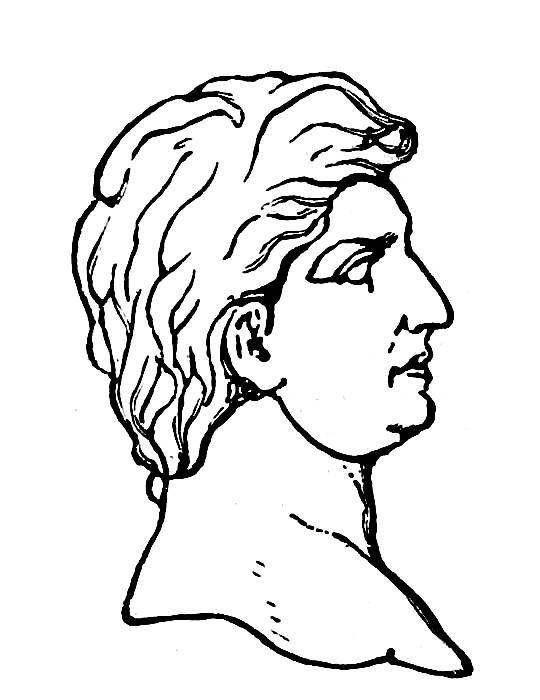
Ксенофонт
(рис. из «Военной энциклопедии»)

Сочинения Ксенофонта, перечисляемые его биографом Диогеном, все дошли до нас (для античного писателя случай необычный; в этом видят свидетельство того, какой известностью и неувядающей славой пользовался Ксенофонт как среди современников, так и среди последующих поколений).
- «Анабасис Кира» (или «Поход Кира» — Κύρου ἀνάβασις), где рассказывается о неудачной экспедиции Кира Младшего и отступлении 14 000 греков. Рассказ ведётся от третьего лица, одним из персонажей является сам Ксенофонт. Очевидно, он издал это своё сочинение под псевдонимом (в «Греческой истории» (кн. III, гл. 1, 2) Ксенофонт называет автором «Анабазиса» некоего Фемистогена Сиракузского). По литературным достоинствам и правдивости «Анабазис» соперничает с комментариями Цезаря о галльской войне.
- «Греческая история» охватывает период с 411 года до битвы при Мантинее в 362 году, то есть богатую событиями эпоху последнего этапа Пелопоннесской войны, установления гегемонии Спарты и постепенного заката её могущества. Сочинение написано в ярко выраженном проспартанском духе, охватывая период Пелопоннесской войны после окончания «Истории» Фукидида до заката гегемонии Фив.
- Дидактический характер носит «Киропедия» (Κύρου παιδεία, «О воспитании Кира»), род тенденциозного исторического романа, выставляющего Кира Старшего образцом хорошего правителя; с исторической точки зрения в нём много фактов передано неверно. Ксенофонт вольно распоряжался историческим материалом. Например, у Ксенофонта Кир мирным путём овладевает Мидийским царством, тогда как на самом деле это было результатом упорной вооружённой борьбы. Кир получает Мидию в качестве приданого за дочерью Киаксара, в то время как в действительности он завоевал это царство у Астиага, который был сыном Киаксара. Главный противник мидян и персов упорно именуется в романе Ассирией или — что здесь одно и то же — Сирией, между тем как на самом деле речь должна была идти о Нововавилонском царстве. Упоминается о завоевании Киром Египта, тогда как в действительности эта страна была покорена уже сыном Кира Камбисом. Наконец, Ксенофонт даёт возможность своему герою умереть от старости на своём ложе, в окружении друзей, между тем как исторический Кир погиб в битве с врагами.

Кроме исторических книг, написал также ряд философских. Будучи учеником Сократа, стремился в популярной форме дать представление о его личности и учении.
- После него остались также «Воспоминания о Сократе» (Ἀπομνημονεύματα Σωκράτους) и «Апология Сократа» (Ἀπολογία Σωκράτους πρὸς τοὺς δικαστάς), в которых учение Сократа излагается в плане применения его к обыденной жизни. В этих произведениях Сократу как человеку уделяется значительно больше места, чем его философии.

- В число этих т. н. «Сократических сочинений» входит и трактат «Домострой» (другой перевод — «Экономика»). Он написан в форме диалога между Сократом и богатым афинянином Критобулом и посвящён изложению идей Сократа о правильном управлении домашним хозяйством. Отдельные места «Домостроя» способны и по сей день вызвать интерес экономиста.

Ксенофонт отрицательно относился к киренаику Аристиппу (Diog. Laert. II 65), так что даже написал диалоги «Разговор Сократа с софистом Антифонтом» и «Разговор с Аристиппом об относительности понятий „хорошее“ и „прекрасное“», причём в первом случае, как и во втором, критикуются взгляды Аристиппа.
В своём сочинении «О доходах» (с. IV) Ксенофонт предлагал афинскому государству создать в конечном итоге гигантское по тем временам предприятие по разработке лаврийских серебряных рудников и повести его так, чтобы обеспечить благосостояние всего афинского гражданства.

## Список работ
Произведения Ксенофонта, из перечисленных Диогеном Лаэртским (2 в. н. э.) сохранились практически полностью. Их обычно делят на несколько типов
- Исторические
  - «Анабасис»
  - «Греческая история»
  - «Киропедия»
  - «Агесилай»

- Философские (Сократические произведения и диалог «Гиерон»)
  - «Воспоминания о Сократе»
  - «Защита Сократа на суде»
  - «Пир»
  - «Домострой»
  - «Гиерон»

- Эссе
  - «Лакедемонская полития»
  - «Афинская полития» (spuria; анонимное сочинение, Ксенофонту не принадлежит, включена в корпус его сочинений по ошибке ещё в древности)
  - «О доходах»
  - «О коннице»
  - «Охота»
  - «Гиппарх»

## Память о Ксенофонте
В 1976 году Международный астрономический союз присвоил имя Ксенофонта кратеру на обратной стороне Луны. Именем Ксенофонта названы улицы в Афинах и в ряде городов современной Греции и Кипра.
Ксенофонт стал одним из героев романа Мэри Рено «Последние капли вина».

## Издания произведений Ксенофонта
- Сократические сочинения (Серия «Античная библиотека». Раздел «Философская литература»). СПб.: АО «Комплект» (Алетейя?). — 1993. — 416 с.
- Греческая история. / Пер. С. Я. Лурье, под ред. Р. В. Светлова. (Серия «Античная библиотека». Раздел «Античная литература»). СПб.: Алетейя. — 1993. — 448 с.
- Анабасис. / Пер., ст. и прим. М. И. Максимовой. Отв. ред. акад. И. И. Толстой. (Серия «Литературные памятники»). Изд. АН СССР. М.-Л. — 1951. — 300 с. 5000 экз.
- Киропедия. / Пер., ст. и прим. В. Г. Боруховича и Э. Д. Фролова. Отв. ред. С. Л. Утченко. (Серия «Литературные памятники»). М.: Наука. — 1976. — 336 с. 50000 экз. (включая «Агесилай» на с. 218—239)
- Лакедемонская полития (пер. Г. А. Янчевецкого с исправлениями и примечаниями) // Зайков А. Общество древней Спарты. Екатеринбург: Изд. Уральского ун-та. — 2013. — С. 178—194.]
- О доходах. / Пер. Э. Д. Фролова. // Хрестоматия по истории древней Греции. М. — 1964. — С. 343—357.
- О верховой езде. / Пер., вступ. ст. и комм. В. В. Понарядова. Сыктывкар. — 2005. — 80 с.
- Гиерон, или Слово о тирании. / Пер. А. А. Россиуса. // Лео Штраус. О тирании. СПб. — 2006. — С. 39-62.
- Псевдо-Ксенофонт. Афинская полития. // Античная демократия в свидетельствах современников. М. — 1996.
- Ксенофонт. Кинегетик / Пер. Г. А. Янчевецкого; под ред. А. К. Нефёдкина и С. Р. Тимир-Булатовой // Ксенофонт. Кинегетик. Арриан. Кинегетик. Димитрий Пепагомен. Кинософион. СПб: Евразия. — 2022. — С. 71—184.
- В «Loeb classical library» все сочинения изданы в 7 томах:
  - Тома I—II. № 88-89. Элленика.
  - Том III. № 90. Анабасис.
  - Том IV. № 168. Воспоминания, домострой (Экономик), Пир, Апология.
  - Тома V—VI. № 51-52. Киропедия.
  - Том VII. № 183. Гиерон. Агесилай. Лакедемонская полития. О доходах (Ways and Means). Начальник конницы. О верховой езде. Об охоте. Афинская полития.